# ستانيسلاف غولدبرغ
ستانيسلاف غولدبرغ (1992 في إستونيا - ) هو لاعب كرة قدم إستونيا وإسرائيلي في مركز الوسط. لعب مع نادي فلورا.

## وصلات خارجية
- ستانيسلاف غولدبرغ على موقع الاتحاد الأوربي (الإنجليزية)
- ستانيسلاف غولدبرغ على موقع اتحاد إستونيا (الإنجليزية)
- ستانيسلاف غولدبرغ على موقع قاعدة بيانات كرة القدم.إي يو (الإنجليزية)
- ستانيسلاف غولدبرغ على موقع Soccerway.com (الإنجليزية)